# Santa Bárbara (Monagas)
Santa Barbará de Tapirín (Santa Bárbara) es la capital del municipio Santa Bárbara, localizado en Estado Monagas, Venezuela.

## Historia
Inicialmente era un asentamiento denomina Tapirín, luego fue nombrado Santa Bárbara de Tapirín y con el pasar del tiempo fue llamado simplemente Santa Bárbara. Fue fundado el 13 de marzo de 1754 por el Padre Casimiro de Borja.

## Economía
En el centro del poblado se centran actividades comerciales y de servicio. La actividad principal es la agricultura.
Fabrica de Cayetano Farias e Hijos, es una pequeña empresa dedicada a la elaboración de licores tradicionales.

## Deporte
Entre la instalación más destacada de la ciudad esta el estadio José "Pelón" Uray. Se suele practicar el kickingball, además se realizan campeonatos de esta disciplina.

## Cultura

### Festividades
- Fiestas patronales de Santa Bárbara, se celebran el 4 de diciembre.[4]
- En Semana Santa, se suele realizar la Quema de Judas en el estadio José Pelón Uray, el día domingo. Primeramente se da lectura al testamento de Judas, un relato con humor de residente de la localidad. Posteriormente, se procede a quemar el muñeco que representa judas.[5]
- Se realiza el evento denominado Bandera Negra, donde la tradición es un juego con agua, mientras agrupaciones musicales cantan ritmos como calipso, la festividad suele ocurrir una semana después del carnaval.[6]En 2024, fue nombrado patrimonio cultural del municipio Santa Barbara.[7]

### Danzas
- La Burriquita, es un baile individual donde la persona usa un vestido de mujer y simula estar montada sobre un burro.
- Baile del Sabucán, es una danza donde bailan hombre y mujeres alrededor de un tronco enlazado con una cinta de tela y se mueven entrelazados para tejer la cinta alrededor del tronco. La vestimenta de las mujeres es de faldas largas y floreadas, mientras que en ellos hombres es un sombrero de palma, franela blanca y pantalón caqui, ambos usan de calado alpargata.

### Juegos tradicionales
- Trompo, está hecho de madera con una punta metálica. Aunque en la actualidad existen unos trompos hechos de plástico.
- Perinola, es similar al trompo, pero más pequeño.
- Papagayos o Picuas, en otros lugares es conocido como cometas. Se elabora con madera liviana en forma de varillas, papel e hilo y tela cortada en tiras.
- Domino, es un popular juego de mesa. Está hecho por fichas con enumeración de cero a seis.

## Lugares de interés
- Capilla en honor a Santa Eduvigis.
- Plaza Bolívar de Santa Bárbara, su formación data de 1754.
- Iglesia Santa Bárbara, su construcción se originó en 1754.
- Balneario Río Queregua.
- Parque Santa Eduvigis.
- Monumento en honor a la heroína Rosalia Ramírez de Barreto, es una escultura de Estanislao Della Mónica, cuenta la historia de la ejecución de Matilde Ramirez de Barreto en épocas de independencia de 1814.
- Casa Cultural Simón Bolívar, destinada para eventos culturales de la ciudad.
- Alcaldía del municipio Santa Barbara.
- Capilla en honor a Santa Eduvigis, fue construida por Francisco Silva Acuña, en demostración de gratitud y agradecimiento por haberse sacado en ese sitio un entierro de monedas de oro y plata.
- Escuela Básica Federal Juan Vicente Bolívar, construida en 1945.
- Cementerio nuevo de Santa Barbara.
- Cementerio viejo de Santa Barbara.